# Jeffrey Bewkes

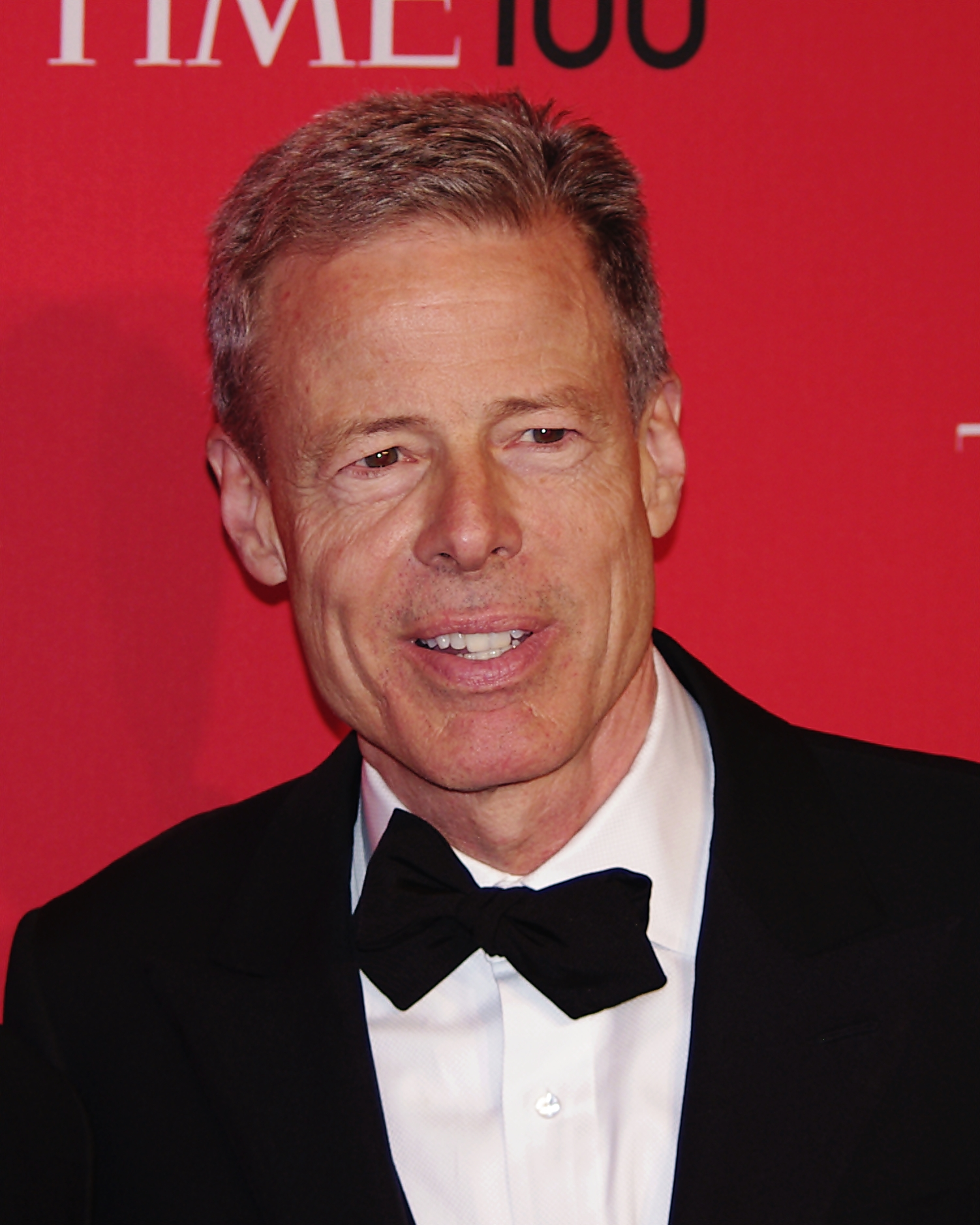
Jeffrey Bewkes (2012)

Jeffrey L. Bewkes (* 25. Mai 1952 in Paterson, New Jersey) ist ein US-amerikanischer Manager. Er war von 2005 bis 2018 Präsident und von 2008 bis 2018 Chief Executive Officer von Time Warner.

## Leben und Karriere
Aufgewachsen ist Bewkes in Connecticut und New Jersey
1974 schloss er sein Studium an der Yale University mit einem Bachelor ab und erhielt 1977 von der Stanford Graduate School of Business einen Master of Business Administration. Nach seinem Studium arbeitete er als Sachbearbeiter (account officer) für die Citibank in New York bevor er 1979 zum Bezahlfernsehsender Home Box Office (HBO) wechselte. Bei HBO war er zuerst für das Marketing des Senders Take Two verantwortlich, ein Sender der kaum Interesse beim Publikum hervorrief. Im Jahr darauf wurde er Verkaufsdirektor des Senders Cinemax, welcher sehr erfolgreich war. 1983 beförderte ihn die Unternehmensleitung zum Vizepräsidenten für Unternehmens- und Finanzplanung. Im Jahr darauf ging er zu Time Inc. um die Aktivitäten der Muttergesellschaft mit HBO zu koordinieren. Nach dem Jahr bei Time kehrte er als Vizepräsident für Finanzen zu HBO zurück. Im September 1991 wurde Jeffrey Bewkes zum Präsidenten und Chief Operating Officer  von HBO und stieg im Mai 1995 zum CEO auf. Zur Zeit seiner Ernennung zum CEO stagnierte der Markt in diesem Bereich, Bewkes gelang es das Unternehmen zu einem der profitabelsten der Branche zu machen. Im Jahr 2002 wurde er Chairman der Entertainment und Networks-Sparte. Im Januar 2006 wurde er Präsident und Chief Operating Officer Time Warners. Im Juli des gleichen Jahres wurde er Mitglied des Kuratoriums der Yale University.
Januar 2007 wurde er in den Aufsichtsrat erwählt. Im Januar 2008 folgte er Richard D. Parsons als CEO des Unternehmens.